# Aythya baeri
El porrón de Baer (Aythya baeri) es una especie de ave anseriforme de la familia Anatidae que vive en el este de Asia. Cría en el sureste de Rusia, noreste de China y extremo oriental de Mongolia, y migra en invierno al sur de China, el sureste asiático y el este del subcontinente indio, además de Taiwán. Su nombre conmemora al naturalista estonio Karl Ernst von Baer.

## Descripción
Mide entre 41 y 46 cm, y tiene un tamaño y silueta similares a las de su pariente el porrón pardo (A. nyroca), aunque la coloración de sus machos es completamente diferente. Los machos de porrón de Baer tienen un aspecto similar a los del porrón bastardo (A. marila), pero con la espalda y la parte superior de los flancos oscuros y la parte inferior de los flancos y vientre blancos. Las hembras de porrón de Baer y porrón pardo son muy similares, al igual que a las de casi todas las especies del género Aythya. Los machos en eclipse se parecen a las hembras aunque mantienen sus ojos blancos.

## Estado de conservación
En el pasado se consideraba una especie vulnerable, pero investigaciones más recientes mostraron que el descenso de su población era más rápido y profundo de lo que se pensaba. Por lo que la UICN cambió su clasificación a especie en peligro de extinción en 2008. Y en 2012 se volvió a cambiar a especie en estado crítico de extinción. Entre 1987 y 2007, se registraron solo unos pocos más de cien individuos de esta especie en la China continental. En un censo reciente de la WWF chino de la provincia de Hubei se encontraron solo 131 individuos en el lago Liangzihu, y solo tres bandadas de diez, ocho y tres individuos en otros lugares. Se cree que la caza y la destrucción de los humedales son las principales causas de su declive. Informes sin confirmar indican que en el este de China se han cazado hasta 3000 individuos cada año.

## Ecología
El porrón de Baer es un pato buceador que cría en los alrededores de los lagos con rica vegetación acuática, donde anida. En Liaoning, China, normalmente se encuentra en las marismas costeras con densa vegetación, o alrededor de lagos y charcas rodeadas de bosque. En invierno se encuentra en los lagos de agua dulce y los embalses.